# Aeroportul Playa Grande
Aeroportul Playa Grande (IATA: PKJ, ICAO: MGPG) este un aeroport din Departamento de Quiché⁠(d), Guatemala ce deservește zona Playa Grande⁠(d). A fost numit după zona deservită.
Situat la o altitudine de 176 m, aeroportul dispune de o singură pistă.